# 陶磁器
陶磁器（とうじき、英語: pottery and porcelain）は、粘土・長石・ケイ石などを主原料にした焼き物（やきもの）の総称。セラミックスの一種。

## 概要
土器、陶器、炻器、磁器などを広くまとめて指すための用語・概念である。→#定義と分類

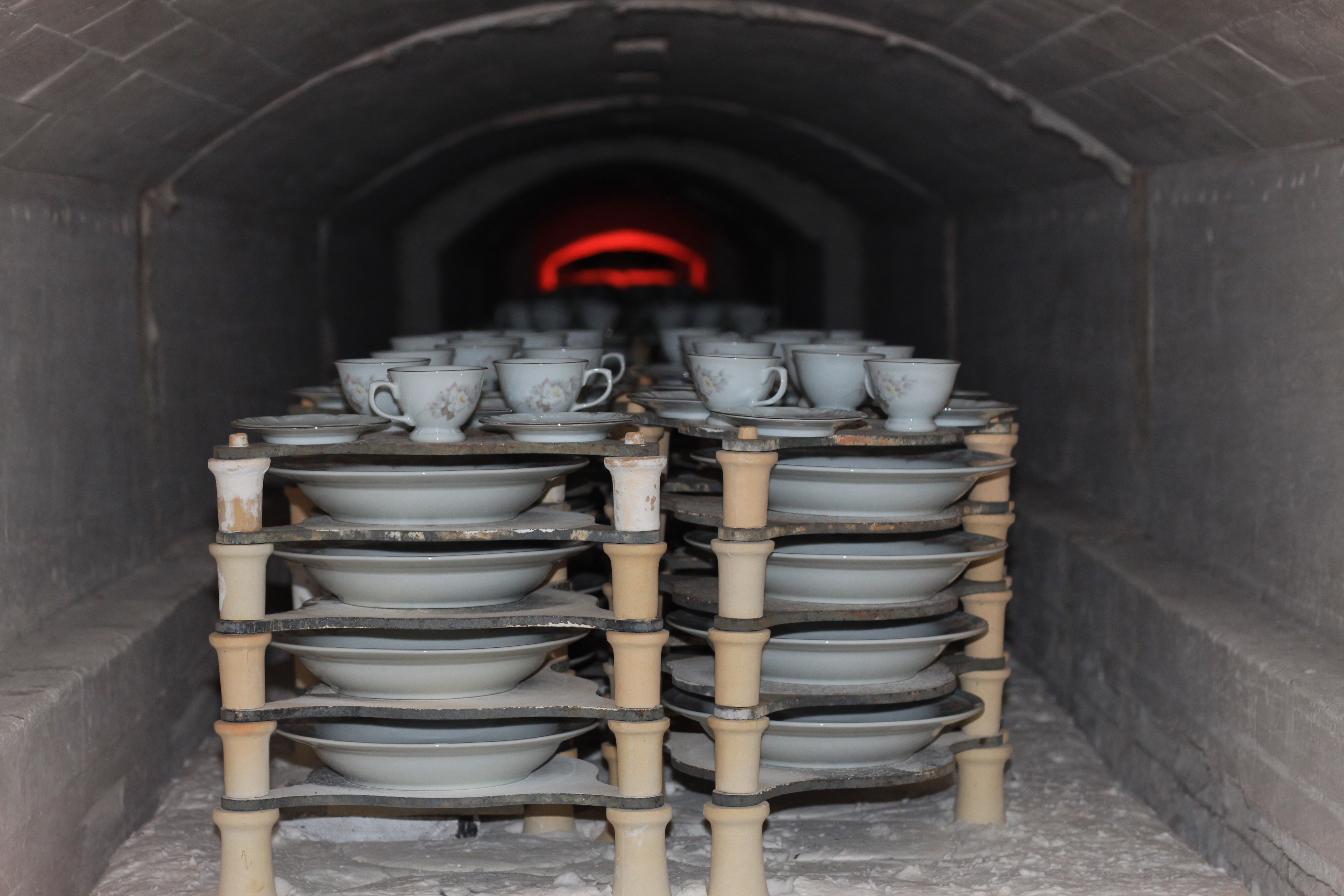
窯で加熱する

陶磁器に使われる粘土には、加熱することでアルミニウムやカルシウムなど他の物質と化合しガラス化する珪酸を主成分とする石英などが含まれている。粘土を成形した後に、加熱する（熱を加える）ことで溶けて流体となったガラスが土粒子の間に入り込み、その後、冷めるとそのガラスが固体化し土粒子同士をくっつける。『古陶磁の科学』の著者・内藤匡は、この過程をおこしに喩えている。おおまかに言えば、陶器と磁器の違いはこのガラスになる成分と量の違いである。
陶磁器は質感に優れており衛生的で一定の耐久性もあることから、食器、花器、植木鉢、装飾品、衛生陶器、タイルなどに利用されている。
もう少し詳しく説明すると、陶磁器は陶器など多孔質の素地（微細な穴が多く空いている性質）で吸水性のあるものと、炻器（せっき）や磁器などの素地で吸水性が低いものに分けられる。
多孔質の素地の製品の用途としては食器、タイル、植木鉢などがある。また、緻密質の素地の製品には食器、タイル、装飾品、衛生陶器、工業用及び電気用磁器、歯科用磁器などがある。

## 定義と分類
「陶磁器」は日本で使われている用語である。
陶磁器を含めたセラミックスの分類については研究者によって議論があり、窯業用語も国によって異なっている。→#英語圏の用語・概念との比較

### 代表的な分類
陶磁器は釉薬の有無および焼成温度で以下のように大別される。
| 種別 | 焼成                    | 釉薬 | 特徴                       |
| ---- | ----------------------- | ---- | -------------------------- |
| 土器 | 低火度（1000°C以下）    | 無釉 | 軟質、土色、吸水性大       |
| 陶器 | 低中火度（1200°C以上）  | 施釉 | 軟硬質、灰白色、吸水性あり |
| 炻器 | 高火度（1100 - 1250°C） | 無釉 | 硬質、灰色、吸水性小       |
| 磁器 | 高火度（1350°C以上）    | 施釉 | 硬質、白色、吸水性無       |

### 英語圏の用語・概念との比較
ドイツや日本では磁器の概念など比較的明確であるが、アメリカやイギリスでは素地の特性だけでなく用途を含めた分類と呼称になっているため概念が不明瞭といわれている。
Whiteware
アメリカで施釉または無釉素地の緻密な組織をもつ焼成品をいう（陶器、炻器、ファイアンスを含む）。
ChinaまたはChinaware
狭義にはアメリカにおいてディナーウエア（dinnerware）のことをいう。広義には熔化に至るまで白色に焼成した食器や美術品などの製品をいう。
Earthenware
語源では土器や陶器を意味するが、アメリカでは施釉または無釉で吸水率10%以上のwhitewareをいう。

## 土器
素焼きのやきもの。窯を使わず、粘土を野焼きの状態で700 - 900°Cの温度で焼いたもの。釉薬（うわぐすり、またはゆうやく）はかけないが、彩色されているものを「土器」と呼ぶことがあり、その場合は、その彩色具を釉薬としないことを前提としている。歴史的には陶磁器の前身にあたる。

## 陶器
カオリナイト（カオリン）やモンモリロナイトを多く含んだ粘土を原料とし、窯で1100 - 1300°Cの温度で焼いたもの。釉薬を用いる。透光性はないが、吸水性がある。厚手で重く、叩いたときの音も鈍い。粗陶器と精陶器に分けられる。

## 炻器
せっきと読む。「炻」は国字（日本で考案された漢字）。英語の"Stoneware"の訳語である。窯を使い、焼成温度は1200 - 1300°C。土器と陶器の中間的性質を示すもので、釉薬の有無にかかわらず、透光性・吸水性ともにないものを指す。
炻器の原語である"Stoneware"は西洋陶磁の用語であり、中国、日本などの東洋陶磁の分類概念とは必ずしも一致しない。たとえば、"Celadon"と呼ばれる青色の焼き物は、日本・中国では青磁（青瓷）と言い、磁器に分類されるが、欧米では"Stoneware"の一種とみなされる。日本の陶磁研究者や陶芸作家には「炻器」という概念を立てる者と立てない者がいる。

## 磁器
磁器は半透光性で、吸水性が殆どない。また、陶磁器の中では最も硬く、軽く弾くと金属音がする。粘土質物や石英、長石→陶土を原料として1300°C程度で焼成するが、焼成温度や原料によって軟質磁器と硬質磁器に分けられる。

## 世界の主な陶磁器産地とブランド

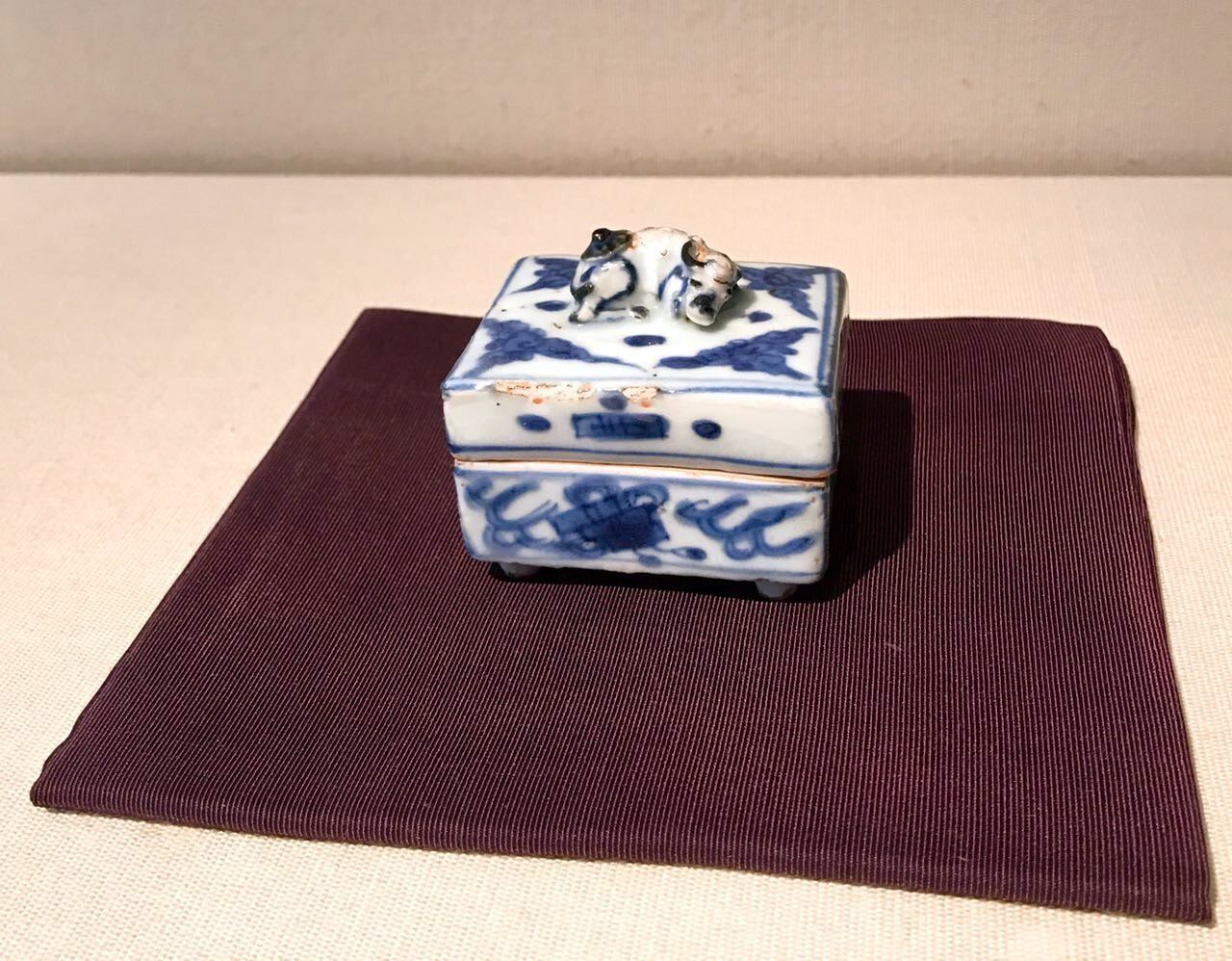
景徳鎮（中国）
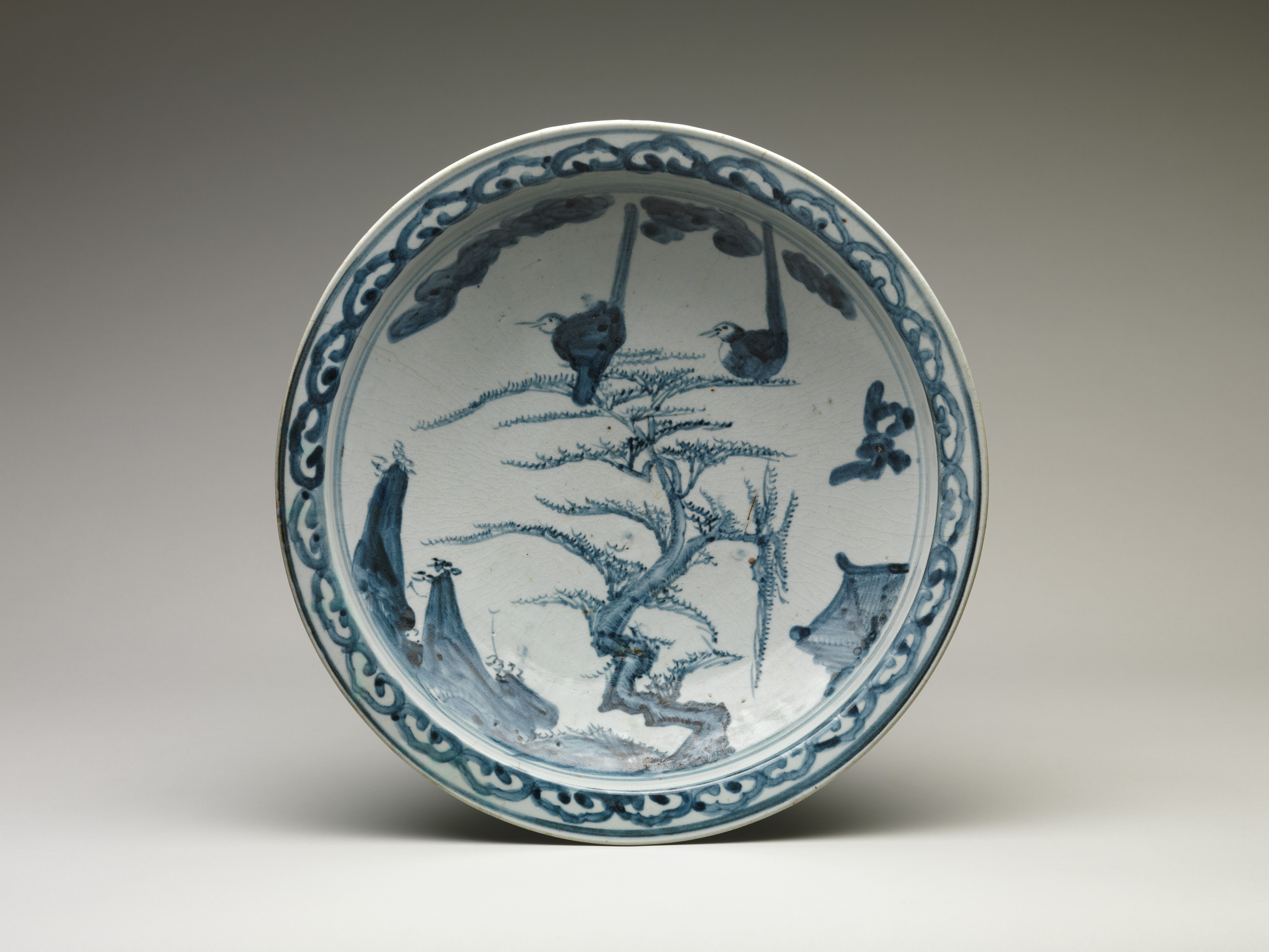
伊万里（日本）
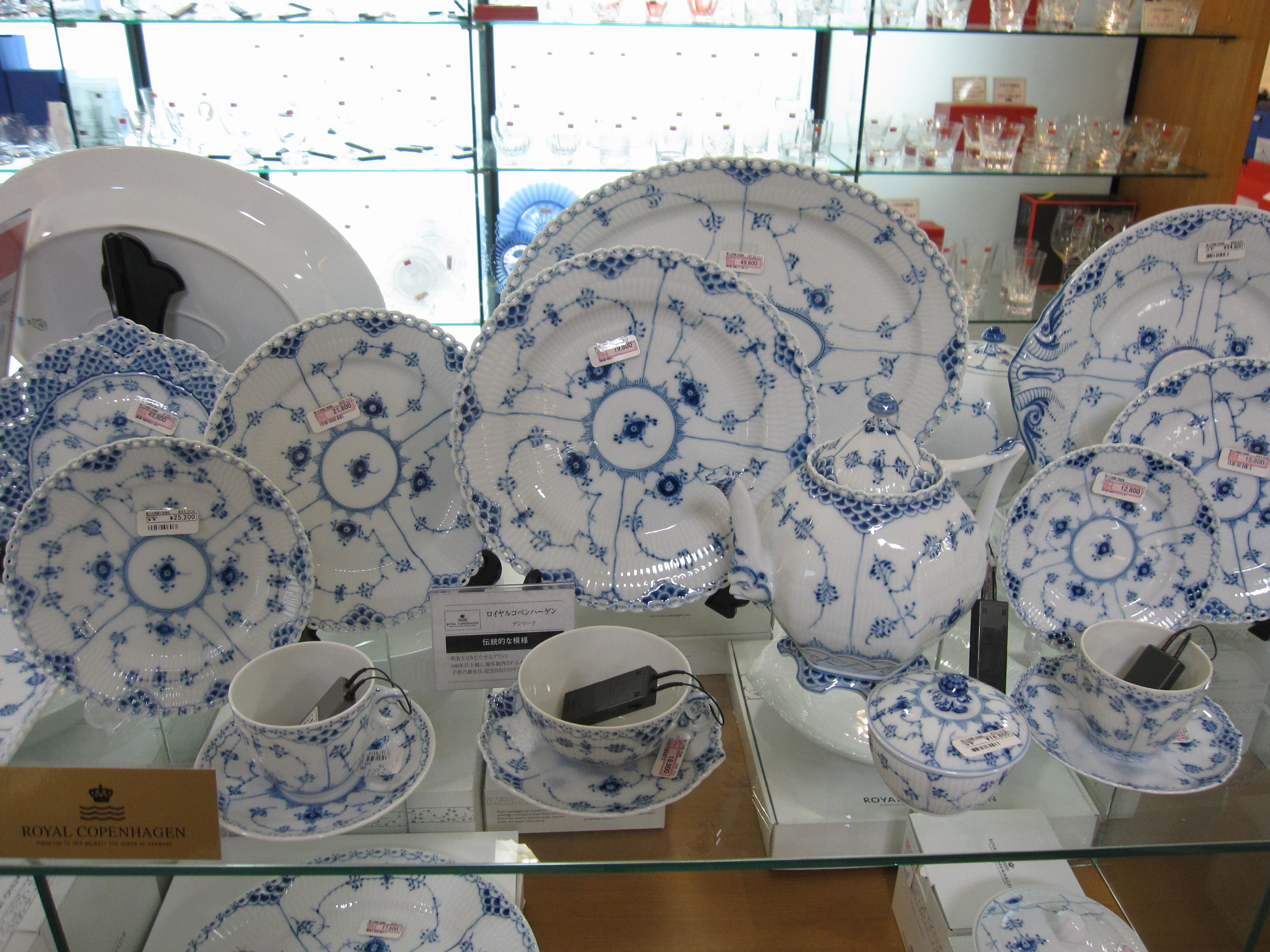
ロイヤルコペンハーゲン（デンマーク）
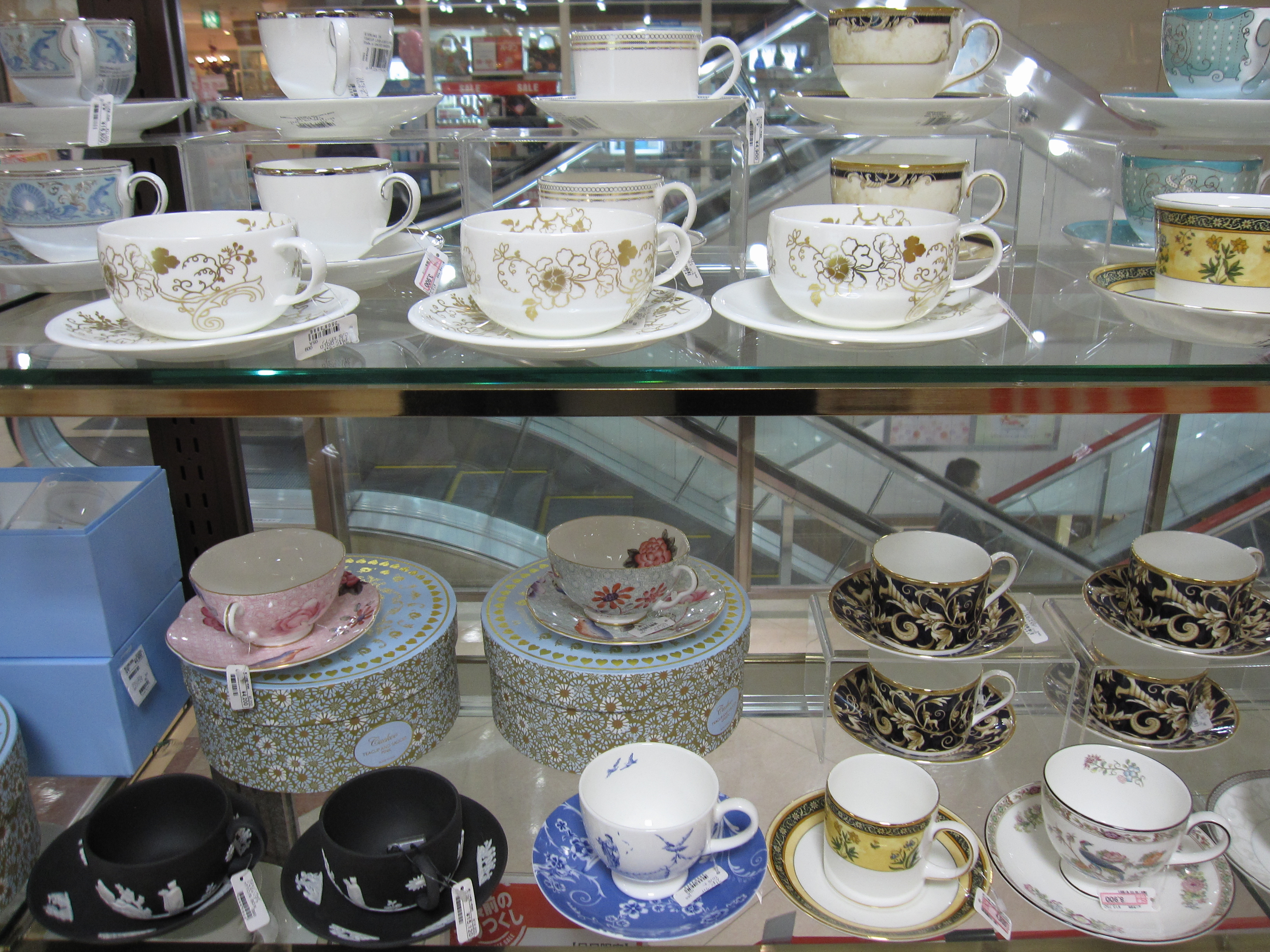
ウェッジウッド（イギリス）
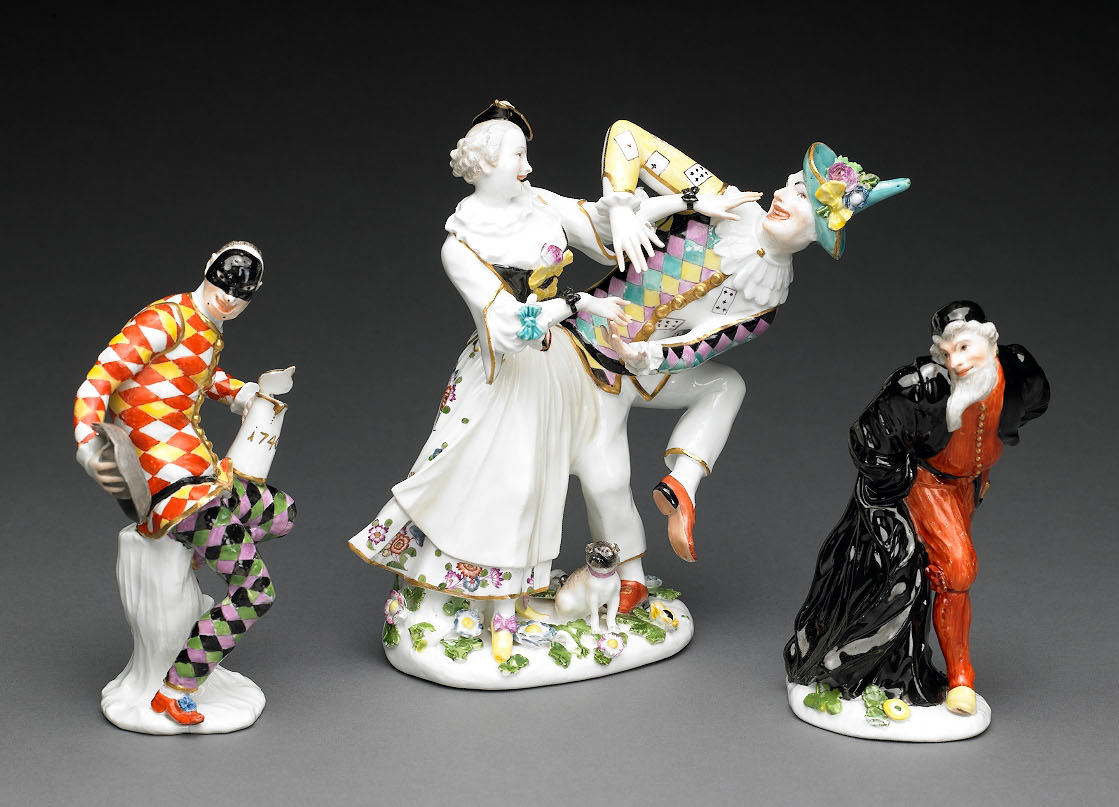
マイセン（ドイツ）

## 日本と陶磁器
一般庶民が陶磁器を食器に使うようになるのは江戸時代中期以降とされる。
畿内より東では瀬戸物（せともの）と呼ばれ、中国、四国以西では唐津物（からつもの）とも呼ばれる。焼き方や用途や生産地などからさまざまに分類される。
生産量日本一は岐阜県土岐市である。

### 日本の陶磁器

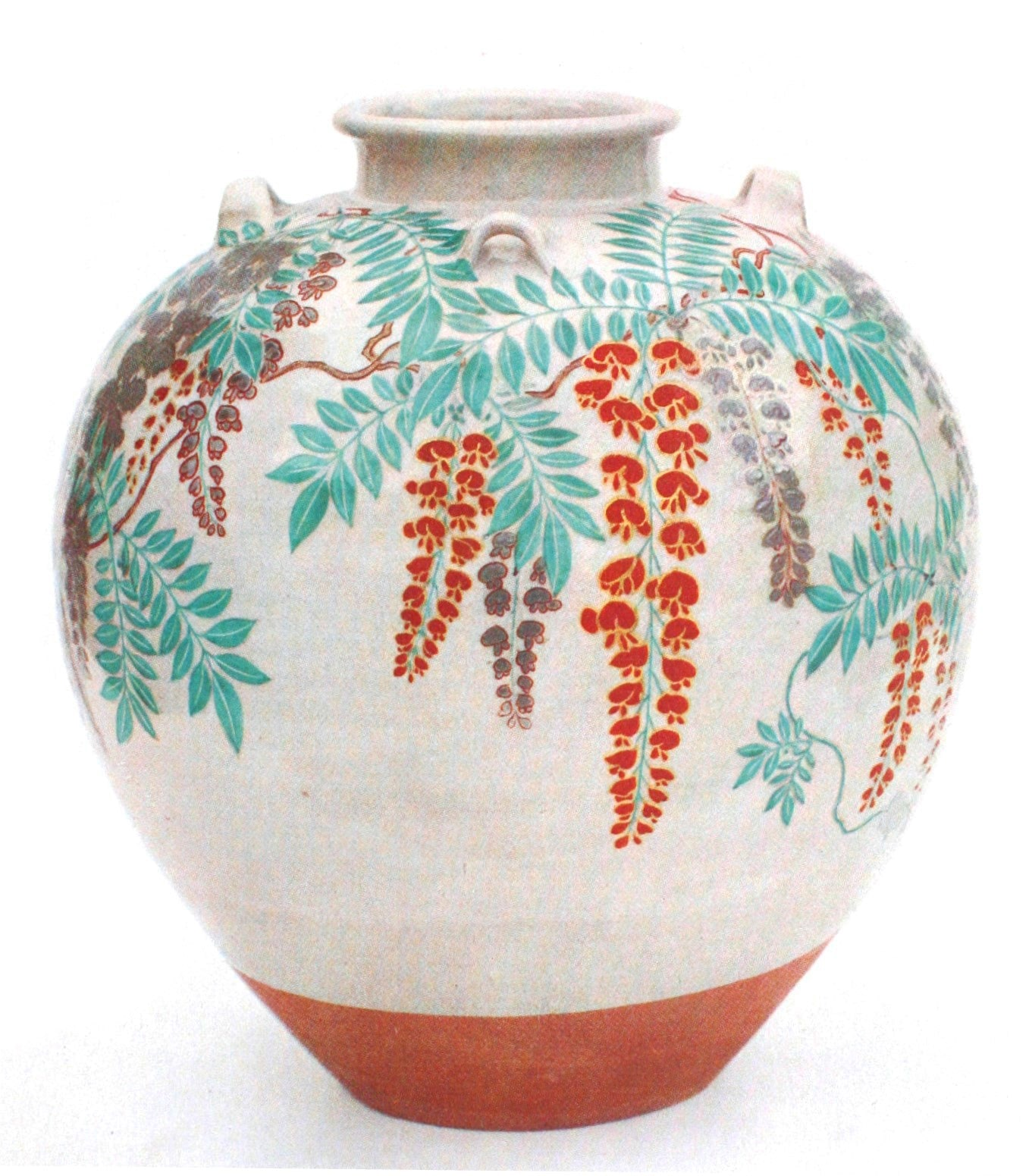
野々村仁清『色絵藤花茶壺』（国宝）

日本の土器、陶器、炻器、磁器には次のようなものがある。

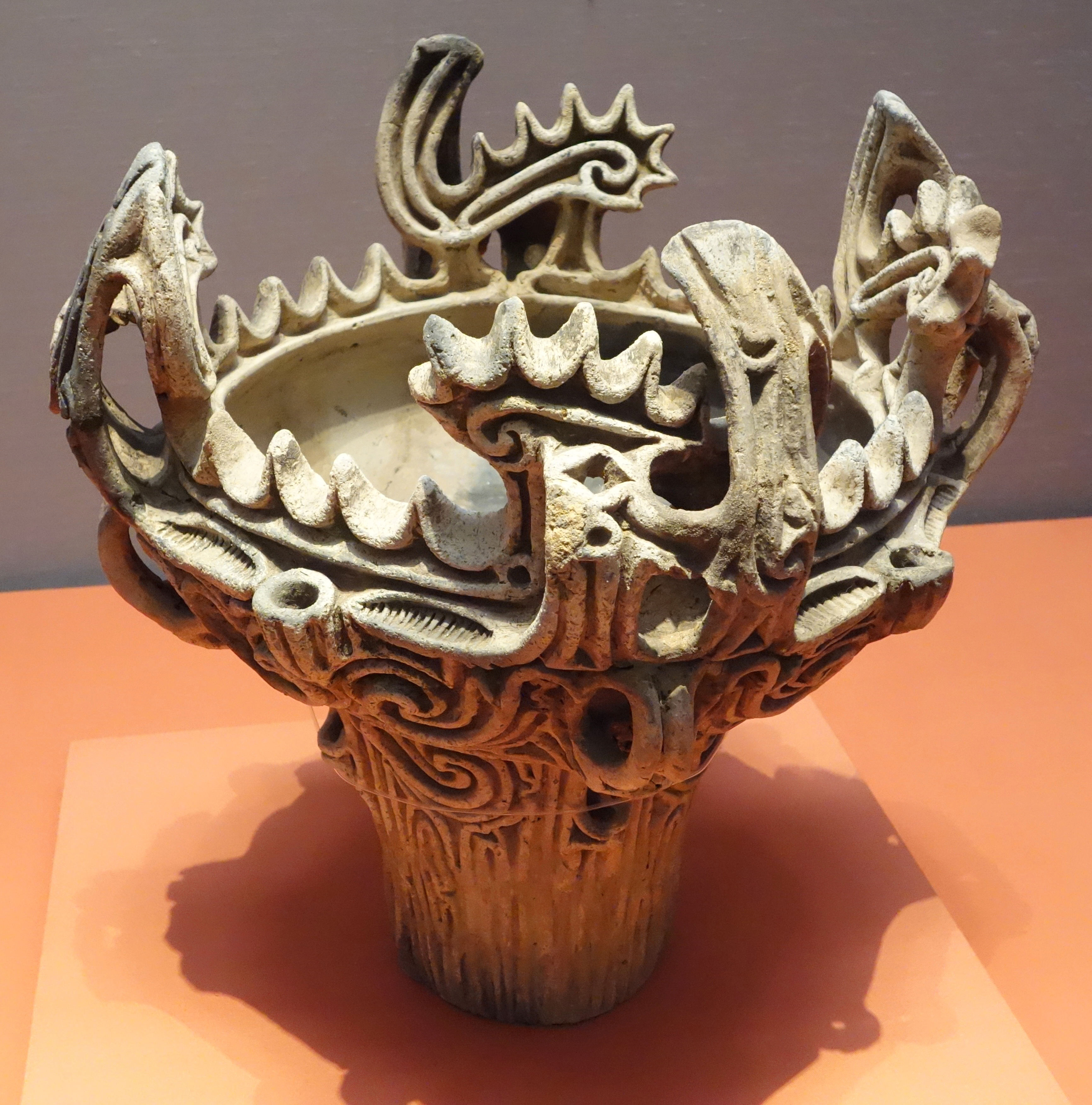
日本の土器の例、縄文土器
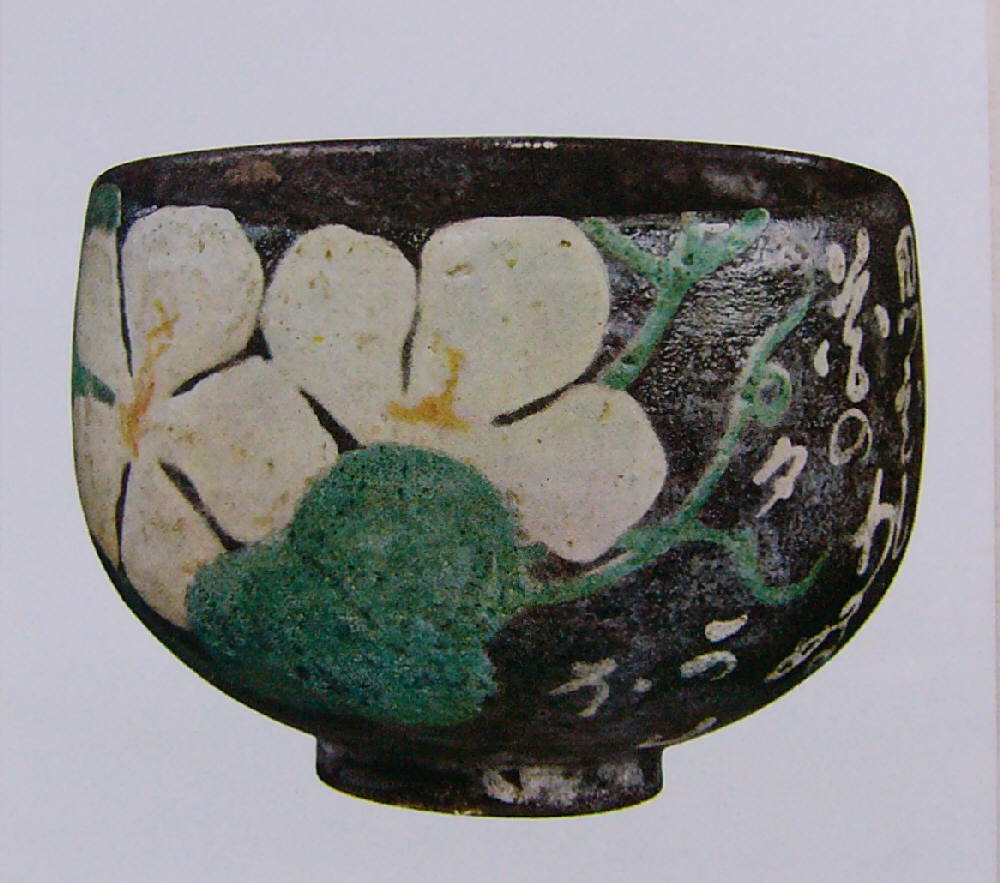
日本の陶器の例、乾山の茶碗
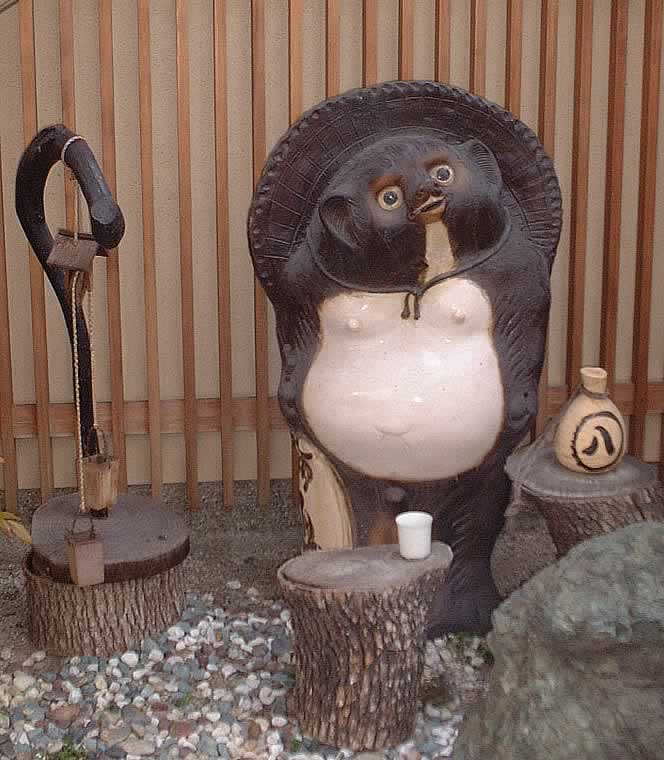
日本の炻器の例、信楽焼
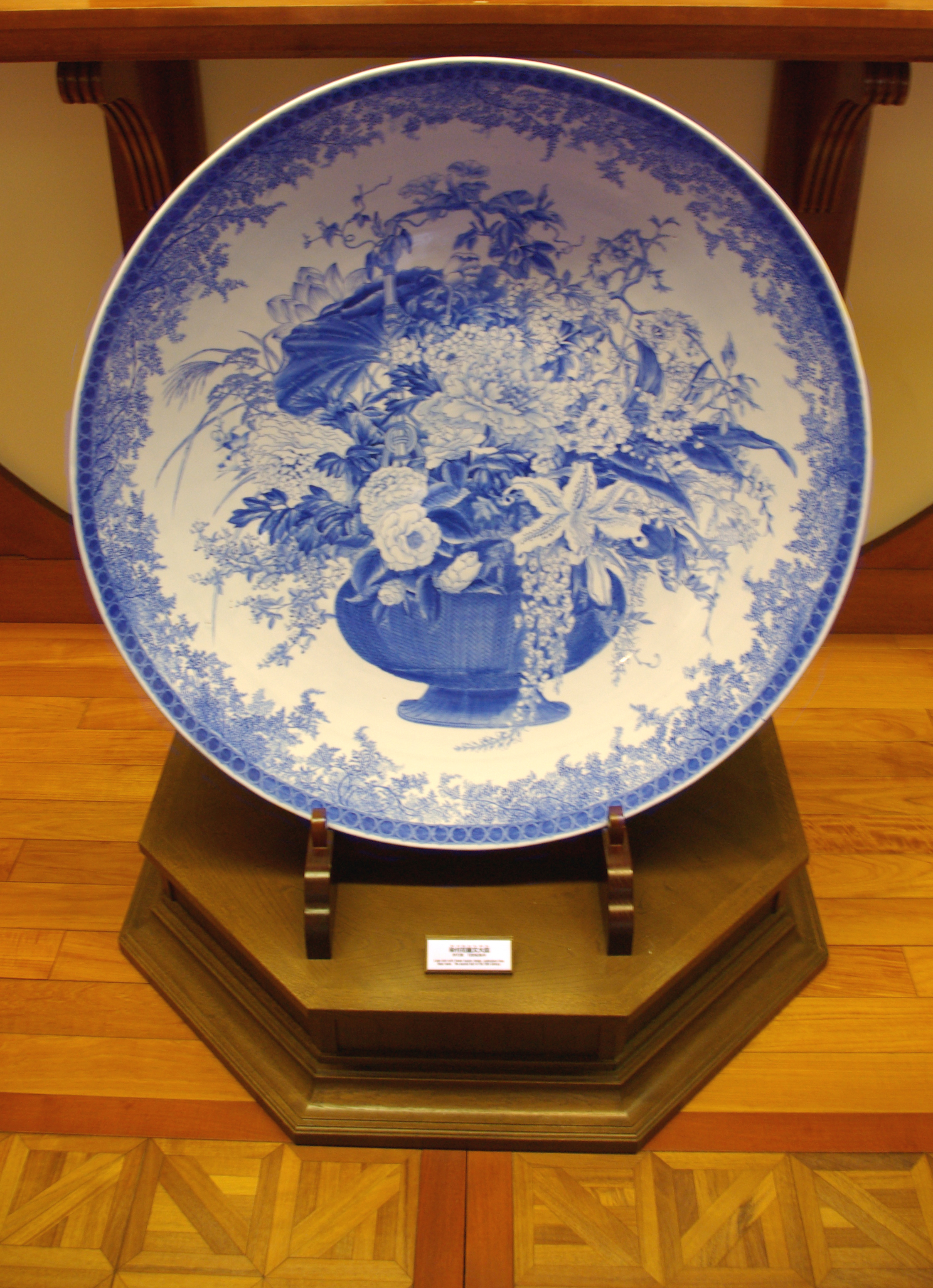
日本の磁器の例。写真は、1873年の万博に、出品されたもの

### 日本の主な陶磁器産地
- 東北地方
  - 北海道 - 流氷焼
  - 岩手県 - 小久慈焼
  - 宮城県 - 堤焼
  - 秋田県 - 楢岡焼
  - 山形県 - 平清水焼
  - 福島県 - 会津本郷焼、大堀相馬焼
- 関東地方
  - 茨城県 - 笠間焼
  - 栃木県 - 益子焼、小砂焼
- 中部地方
  - 新潟県 - 無名異焼
  - 長野県 - 高遠焼
  - 石川県 - 九谷焼、大樋焼、珠洲焼
  - 福井県 - 越前焼（六古窯の一つ）
  - 岐阜県 - 美濃焼（日本の陶磁器生産シェア50%以上）
  - 静岡県 - 志戸呂焼（遠州七窯の一つ）
  - 愛知県 - 瀬戸焼（六古窯の一つ。瀬戸物の名の元となった地名）、常滑焼（六古窯の一つ）
- 近畿地方
  - 三重県 - 萬古焼、伊賀焼
  - 滋賀県 - 信楽焼（六古窯の一つ）、膳所焼（遠州七窯の一つ）、湖南焼、御庭窯（保全最後の窯として知られる）
  - 京都府 - 京焼、楽焼、清水焼、朝日焼（遠州七窯の一つ）、御室焼
  - 兵庫県 - 丹波立杭焼（六古窯の一つ）、明石焼、出石焼
  - 奈良県 - 赤膚焼（遠州七窯の一つ）
- 中国地方
  - 島根県 - 石見焼、布志名焼
  - 岡山県 - 備前焼（六古窯の一つ）、虫明焼
  - 山口県 - 萩焼
- 四国地方
  - 徳島県 - 大谷焼
  - 愛媛県 - 砥部焼、江山焼
- 九州地方
  - 福岡県 - 上野焼（遠州七窯の一つ）、小石原焼、高取焼（遠州七窯の一つ）
  - 佐賀県 - 唐津焼（唐津物の名の元となった地名）、有田焼（伊万里、有田を中心に焼かれた肥前磁器の総称。古九谷様式、柿右衛門様式、鍋島などを含む）
  - 嬉野市 - 吉田焼
  - 長崎県 - 波佐見焼、三川内焼（平戸焼）
  - 熊本県 - 小代焼（小岱焼）
  - 大分県 - 小鹿田焼
  - 鹿児島県 - 薩摩焼
  - 沖縄県 - 壺屋焼

### 日本の主な陶磁器企業若しくはブランド
- ナルミ - 名古屋市（本社）
- ノリタケ - 名古屋市（本社）
- 大倉陶園 - 横浜市（本社）
- 三郷陶器 - 愛知県尾張旭市（本社）
- ニッコー - 石川県白山市（本社）
- たち吉 - 京都市（本社）
- 香蘭社 - 佐賀県西松浦郡有田町（本社）
- 深川製磁 - 佐賀県西松浦郡有田町（本社）
- 白山陶器 - 長崎県東彼杵郡波佐見町（本社）
- 中善 - 長崎県東彼杵郡波佐見町（本社）
- ブルーダニューブ
- アイトー - 東京都品川区（本社）
- 東京西海 - 東京都世田谷区（本社）

### 日本国内の陶磁器の公募展
- 出石磁器トリエンナーレ

### 日本国内の関連組織
- 陶磁ネットワーク会議 - 2008年（平成20年）に発足した日本の陶磁専門公立博物館で構成される組織[7]。

## 陶磁器をめぐる問題
1970年、日本では鉛が溶け出す陶磁器の存在が問題となり、厚生省は食品衛生法違反を理由に3社の一部製品の販売停止、回収命令を出した。光沢を出すためやコストダウンを図るため低温（700度以下）で焼いたことが原因の一つと見られている。
高知県立消費生活センターが2002年（平成14年）に、（100均などで）88円 - 100円で売られている安価な陶磁器100点（中国製も含む）について鉛やカドミウムの溶出の有無を調べた調査では、問題なしと判定されたのは97点で、問題ありと判定されたのは3点という状況だった。

## ギャラリー

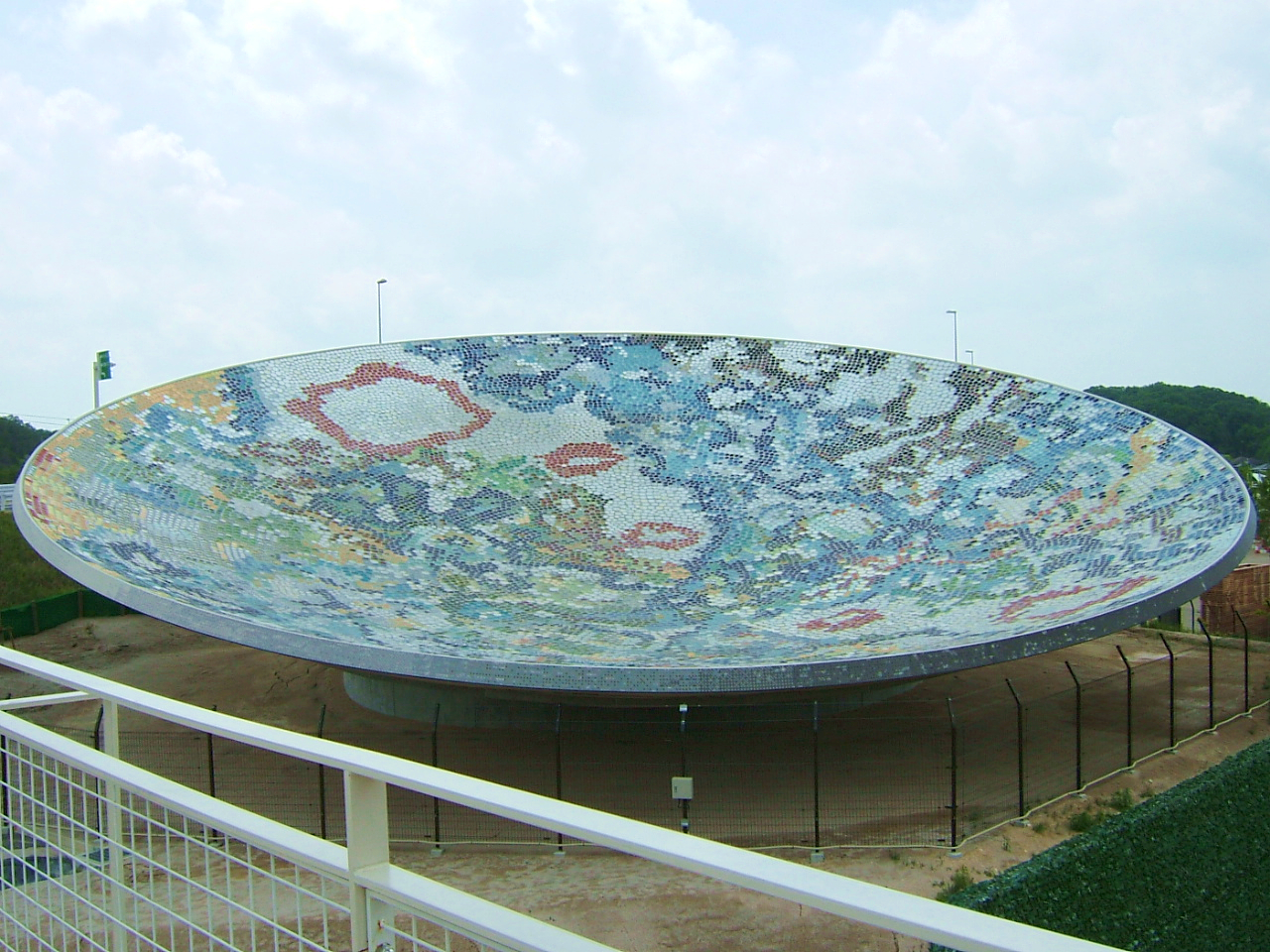
瀬戸物57万枚を使用した、巨大な天水皿（愛知万博瀬戸会場で展示）